# Khovd (thành phố)
Khovd hay Hovd (tiếng Mông Cổ: Ховд), trước đây từng viết là Kobdo hay Khobdo, là tỉnh lị của tỉnh Khovd tại Mông Cổ.

## Dân cư
Theo điều tra năm 2000, dân số thành phố là 26.023 người và sau đó tăng lên 30.479 (2003), 28.601 (2007).
Năm 2005, dân sô của toàn sum là 32.351 người thuộc 6.675 hộ gia đình, thuộc hơn mười nhóm dân tộc khác nhau như Ööld, Khalkh, Zakhchin, Torguud, Uriankhai, Myangad, Dörvöd, Bayad, Kazakh, Chantuu (Uzbek) và Üzemchin.

## Lịch sử
Thành phố được Galdan Boshogtu Khan (Cát Nhĩ Đan) của Dzungaria thành lập từ thế kỷ 17 bên bờ con sông Khovd nay nằm tại sum Erdenebüren. Nghề trồng rau và hoa quả đã phát triển tại khu vực xung quanh thành phố Khovd bằng cách sử dụng kinh nghiệm cày cấy của những tù binh đến từ Tân Cương và các nước Trung Á ngày nay. Thành phố được nhà Thanh "di chuyển" đến bờ sông Buyant sau khi thành phố cũ bị Hãn quốc Dzungar phá hủy.
Ngày 7 tháng 8 năm 1912, quân đội Mông Cổ dưới sự chỉ huy của Manlai Baatur Damdinsuren, Khatanbaatar Magsarjav và Ja Lama Dambiijantsan cũng với sự giúp đỡ của nhân dân đã tiến hành giải phóng thành phố Khovd, tiêu diệt toàn bộ quân đồn trú Mãn-Hán và thủ tiêu chính quyền của trú tráp đại thần nhà Thanh

## Địa lý
Thành phố nằm nằm tại chân của dãy núi Altay Mông Cổ, bên sông Buyant. Hồ Khar-Us nằm cách 25 km về phía đông của thành phố, và là nơi có một khu bảo tồn hoàn toàn của chính phủ Mông Cổ mang tên Khu bảo vệ thiên nhiên Mankhan.
Khovd được nhiều nơi trong cả nước biết đến với các nông sản như dưa hấu và cà chua được thu hoạch vào cuối mỗi mùa hè, cũng như các sản phẩm thịt chất lượng cao.
Sau đợt cải cách về địa giới hành chính năm 1992, Khovd thuộc về sum Jargalant. Diện tích thành phố là 80 km².
Khovd có khí hậu sa mạc lạnh (theo phân loại khí hậu Köppen BWk) với một mùa đông dài, khô và băng giá còn mùa hè ngắn và ấm. Lượng mưa rất thấp và tập trung trong mùa hè.
| Dữ liệu khí hậu của Khovd                | Dữ liệu khí hậu của Khovd | Dữ liệu khí hậu của Khovd | Dữ liệu khí hậu của Khovd | Dữ liệu khí hậu của Khovd | Dữ liệu khí hậu của Khovd | Dữ liệu khí hậu của Khovd | Dữ liệu khí hậu của Khovd | Dữ liệu khí hậu của Khovd | Dữ liệu khí hậu của Khovd | Dữ liệu khí hậu của Khovd | Dữ liệu khí hậu của Khovd | Dữ liệu khí hậu của Khovd | Dữ liệu khí hậu của Khovd |
| Tháng                                    | 1                         | 2                         | 3                         | 4                         | 5                         | 6                         | 7                         | 8                         | 9                         | 10                        | 11                        | 12                        | Năm                       |
| ---------------------------------------- | ------------------------- | ------------------------- | ------------------------- | ------------------------- | ------------------------- | ------------------------- | ------------------------- | ------------------------- | ------------------------- | ------------------------- | ------------------------- | ------------------------- | ------------------------- |
| Cao kỉ lục °C (°F)                       | 8.7 (47.7)                | 13.6 (56.5)               | 21.7 (71.1)               | 30.7 (87.3)               | 32.0 (89.6)               | 34.2 (93.6)               | 33.4 (92.1)               | 35.6 (96.1)               | 30.0 (86.0)               | 24.7 (76.5)               | 14.4 (57.9)               | 13.3 (55.9)               | 35.6 (96.1)               |
| Trung bình ngày tối đa °C (°F)           | −16.3 (2.7)               | −12 (10)                  | 0.3 (32.5)                | 11.1 (52.0)               | 19.1 (66.4)               | 23.8 (74.8)               | 24.7 (76.5)               | 23.4 (74.1)               | 17.7 (63.9)               | 9.0 (48.2)                | −2.3 (27.9)               | −12.9 (8.8)               | 7.1 (44.8)                |
| Trung bình ngày °C (°F)                  | −24.3 (−11.7)             | −20.2 (−4.4)              | −7.4 (18.7)               | 3.9 (39.0)                | 11.9 (53.4)               | 17.1 (62.8)               | 18.6 (65.5)               | 16.7 (62.1)               | 10.6 (51.1)               | 1.5 (34.7)                | −9.7 (14.5)               | −20 (−4)                  | −0.1 (31.8)               |
| Tối thiểu trung bình ngày °C (°F)        | −29.9 (−21.8)             | −27.1 (−16.8)             | −14.7 (5.5)               | −3.5 (25.7)               | 4.6 (40.3)                | 10.3 (50.5)               | 12.3 (54.1)               | 10.0 (50.0)               | 3.9 (39.0)                | −4.7 (23.5)               | −15.7 (3.7)               | −25.6 (−14.1)             | −6.7 (19.9)               |
| Thấp kỉ lục °C (°F)                      | −46.6 (−51.9)             | −44.6 (−48.3)             | −31.7 (−25.1)             | −19.4 (−2.9)              | −8.6 (16.5)               | −6.4 (20.5)               | 1.5 (34.7)                | −0.9 (30.4)               | −13.9 (7.0)               | −25.3 (−13.5)             | −35.2 (−31.4)             | −40.4 (−40.7)             | −46.6 (−51.9)             |
| Lượng Giáng thủy trung bình mm (inches)  | 1.4 (0.06)                | 0.9 (0.04)                | 2.3 (0.09)                | 5.9 (0.23)                | 9.5 (0.37)                | 26.5 (1.04)               | 35.0 (1.38)               | 22.7 (0.89)               | 10.6 (0.42)               | 4.6 (0.18)                | 1.8 (0.07)                | 1.6 (0.06)                | 122.8 (4.83)              |
| Số ngày giáng thủy trung bình (≥ 1.0 mm) | 0.3                       | 0.2                       | 0.6                       | 1.4                       | 2.4                       | 3.9                       | 6.2                       | 4.0                       | 1.9                       | 0.8                       | 0.4                       | 0.5                       | 22.6                      |
| Số giờ nắng trung bình tháng             | 171.6                     | 196.3                     | 255.2                     | 266.8                     | 300.4                     | 300.1                     | 302.1                     | 298.0                     | 269.7                     | 230.9                     | 180.3                     | 151.0                     | 2.922,4                   |
| Nguồn: NOAA                              |                           |                           |                           |                           |                           |                           |                           |                           |                           |                           |                           |                           |                           |

## Hình ảnh

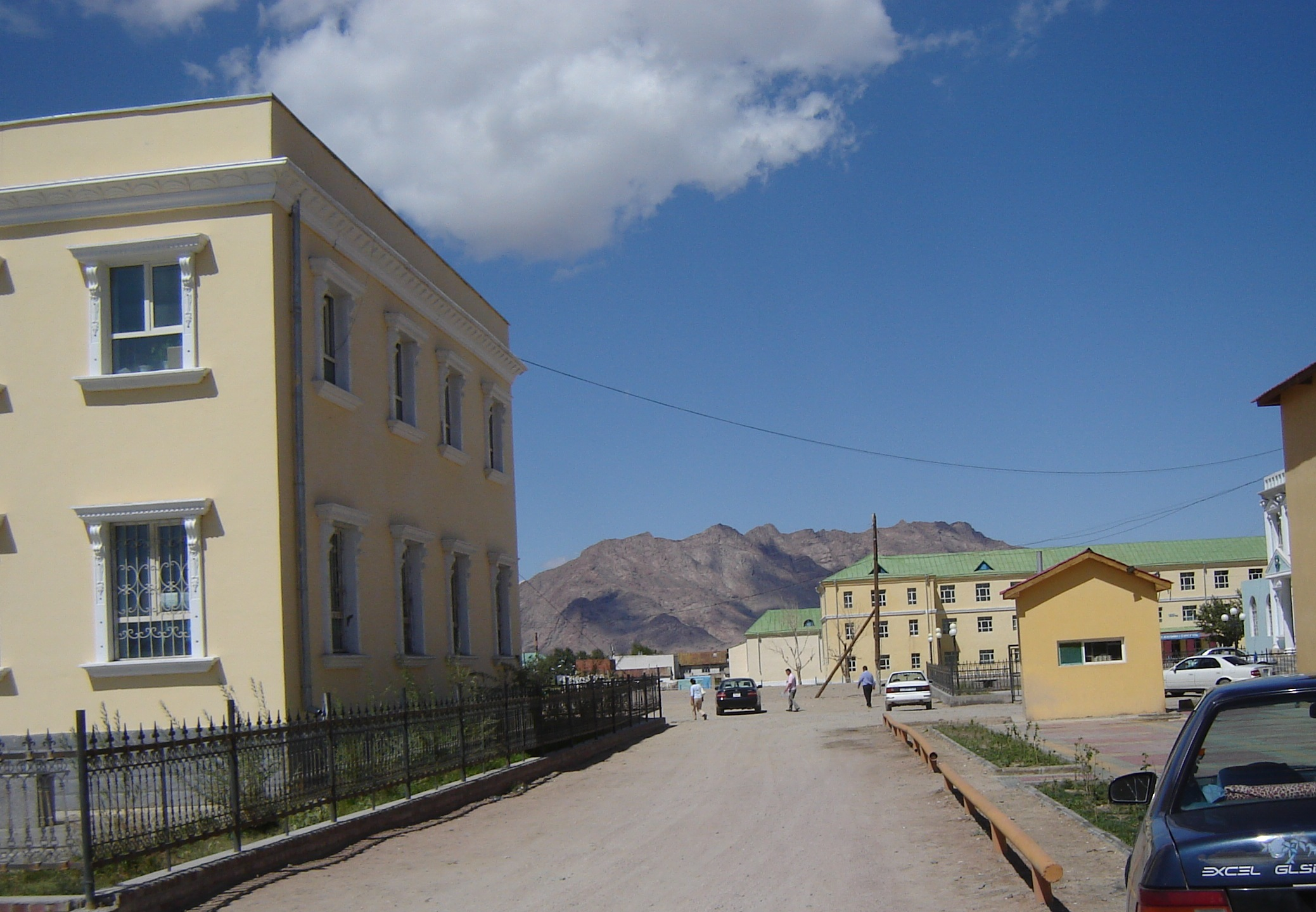
Đường phố
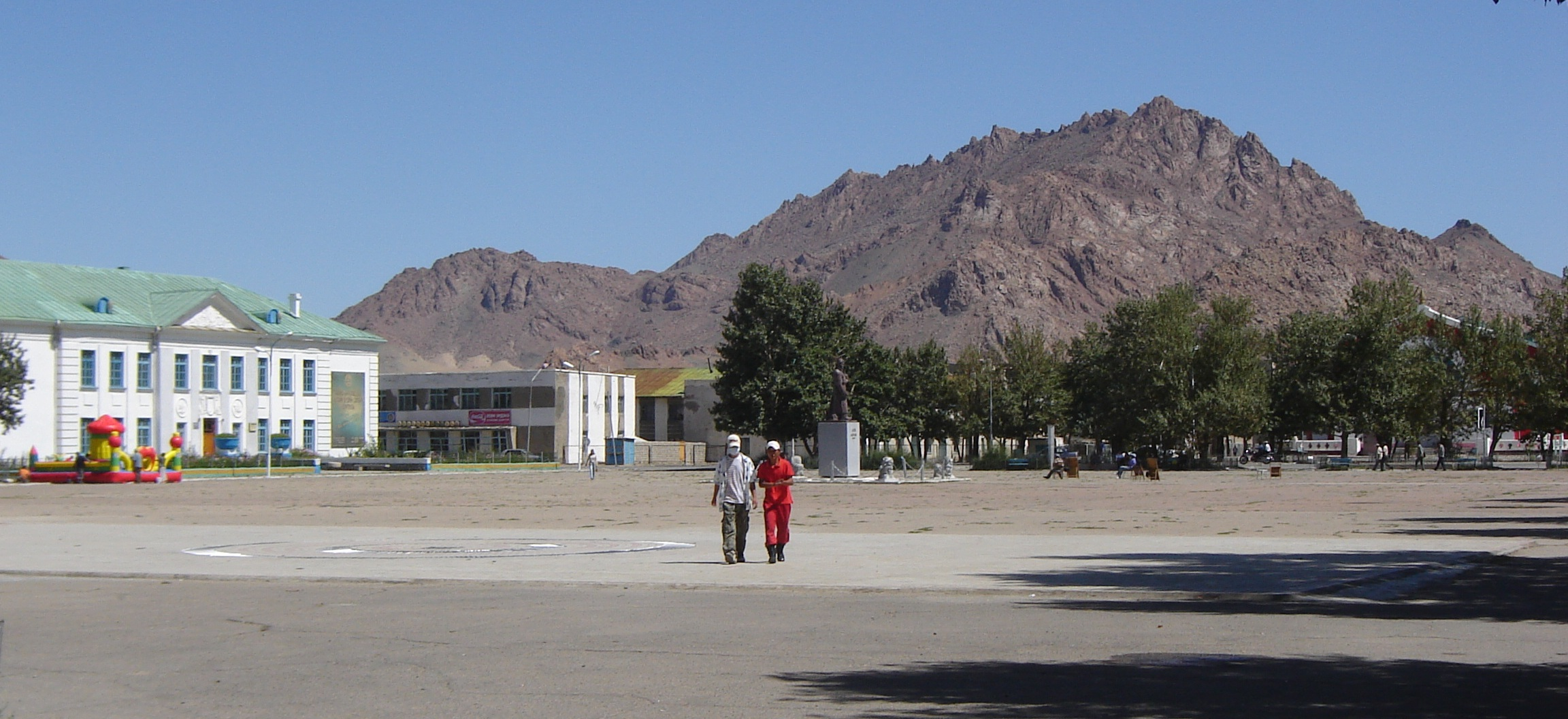
Quảng trường
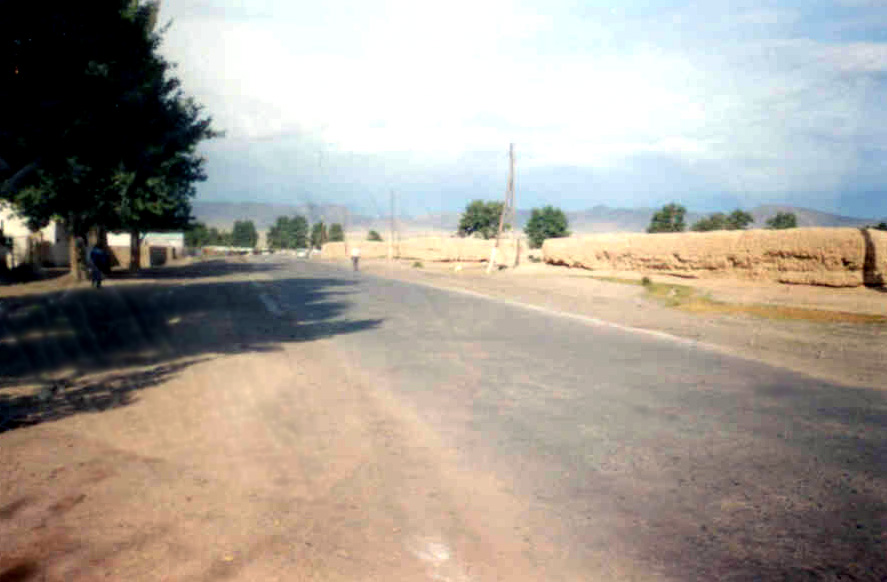
Dấu tích pháo đài của người Mãn